# ヌエストラ・セニョーラ・デ・アトーチャ
| ヌエストラ・セニョーラ・デ・アトーチャ                                      | ヌエストラ・セニョーラ・デ・アトーチャ | ヌエストラ・セニョーラ・デ・アトーチャ |      |
| --------------------------------------------------------------------------- | -------------------------------------- | -------------------------------------- | ---- |
|                                                                             |                                        |                                        |      |
| インディアス総合古文書館にあるヌエストラ・セニョーラ・デ・ アトーチャの大砲 |                                        |                                        |      |
| 船歴                                                                        |                                        |                                        |      |
| 建造                                                                        | 1620年、ハバナで建造                   | 1620年、ハバナで建造                   |      |
| 喪失                                                                        | 1622年沈没                             | 1622年沈没                             |      |
| 発見                                                                        | 1985年7月発見                          | 1985年7月発見                          |      |
| 要目                                                                        |                                        |                                        |      |
| 船種                                                                        | ガレオン船                             | ガレオン船                             |      |
| 船籍                                                                        | スペイン                               | スペイン                               |      |
| 排水量                                                                      | 総トン数                               | 550t                                   | 550t |
| 全長                                                                        | 110ft（33.53m）                        | 110ft（33.53m）                        |      |
| 全幅                                                                        | 34ft（10.36m）                         | 34ft（10.36m）                         |      |
| 吃水                                                                        | 14ft（4.26m）                          | 14ft（4.26m）                          |      |
| マスト                                                                      | バウスプリット                         | 下方横帆1                              |      |
| マスト                                                                      | フォアマスト                           | 横帆2                                  |      |
| マスト                                                                      | メインマスト                           | 横帆2                                  |      |
| マスト                                                                      | ミズンマスト                           | ラテンセイル1                          |      |

ヌエストラ・セニョーラ・デ・アトーチャ（Nuestra Señora de Atocha）は、スペインの最も有名な沈没船。1622年、銅、銀、金、タバコ、宝石、宝飾品、インディゴを、スペインの港であったヌエバ・グラナダ副王領(現在のコロンビア、パナマ)のカルタヘナとポルトベロ及び、キューバのハバナからスペイン本国に輸送中にフロリダキーズ沖合で沈没した。
船体はマホガニー材で建造され、マドリードのアトーチャ教区にちなんで命名された。
本土艦隊の船とハバナに集結できるまでにベラクルスで不運な混乱があった。パナマ市へとラバで到着する宝は非常に莫大で、記録によれば1622年の夏に2ヶ月を要して積み込まれた。さらにハバナで一層遅れ、最終的には28隻の船団で1622年9月4日にスペインに向けて出発したが、これは予定より6週間遅れていた。　
9月6日、強いハリケーンによって、キーウェストの西約35マイル（56キロ）離れたドライ・トートガスの近くのサンゴ礁で難破、船体は深刻な損害を受け、すぐに沈没。乗員・乗客265人中、3人の船員と2人の奴隷を除く全員が溺死した。このとき、1619年のガルシア・デ・ノダルの探検でマゼラン海峡に代わるホーン岬航路を探検したバルトロメ・ガルシア・デ・ノダルが、死亡している。
生き残った船はハバナに戻り、難破を伝え、スペイン当局はアトーチャと近くで座礁したサンタ・マルガリータの引き揚げのために別の5隻を派遣した。アトーチャは水深約55フィート地点に沈んでおり、ダイバーが積み荷や武器を引き上げるのは困難であった。同年10月の2回目のハリケーンにより、残骸はより遠くへ散乱し、引き揚げはさらに困難になった。
スペイン人はインド人の奴隷の助けを借りて、数年間に及ぶサルベージ作業を実施し、マルガリータの船倉から登録された膨大な財宝のほぼ半分を引き揚げた。引き揚げの主要な方法としてガラス窓付きの大きな真鍮製の潜水鐘を用いた。奴隷が中に入り、財宝を入手し、甲板の水夫が引き揚げるのである。死亡率は高かったが、多少は効果的であった。死亡した奴隷はサルベージ船の船長によって事業費として計上された。
1622年の艦隊の損失は、借入金を増額するなど三十年戦争によって財政的に厳しい状況にあり、資金調達の為にガレオン船の売却を余儀なくされていたスペインに対して、直接的影響を与えた。マルガリータからのサルベージ作業は10年間かけて成功したが、アトーチャに関しては発見すらできなかった。

## 発見と法的争い
アメリカのトレジャーハンターメル・フィッシャーと下請業者のチームは合弁事業や投資家などの出資を受けてアトーチャを求め、 海底を16年半に渡って捜索した。フィッシャーは1980年に同時に難破したサンタ・マルガリータの積み荷を発見した。彼はこの発見を、危険なプロフェッショナルダイビングの仕事であるにもかかわらず、船が発見されない限り最低賃金であるという事実を前に中止を考慮していた何人かの協力者に提示した。ついに1985年7月、アトーチャの残骸と銀、金、エメラルドが発見された。メルの息子ケインがサルベージ船ドーントレスからフロリダ沿岸の本部へ無線で発見を伝えた。専門家は、金と良質のムソー鉱山のエメラルドの殆どがある船の一部である船尾楼が、未発見であると見なしている。これらおよび他の貴重品は、後部の船長室に保管されていたと思われる。
引き揚げられた金貨と銀貨は、主に1598年から1621年の間に鋳造されたものであるが、鋳造年月日は広範囲に及び、中には16世紀に遡るものもある。多くの日付と時代のタイプは珍しいものか、引き揚げ前には知られていないものであった。
発見後、フロリダ州はこの船に関する権利を主張し、フィッシャーは財宝の25％を支払うという契約を結ばされた。フィッシャーは訴訟を起こし、8年後の1982年7月1日に、アメリカ合衆国最高裁判所は、フィッシャーに有利な判決を下した。フィッシャーは1998年12月19日に死亡した。
2011年6月には、メル・フィッシャー・トレジャー財団のダイバーがキーウェストから35マイル離れた場所から、2つの銀のスプーンやその他の工芸品と一緒にスペインの難破船の物と思われる骨董品のエメラルドの指輪を発見した。その指輪は50万ドルの価値があると推定された。